# Eurybistus mjobergi
Eurybistus mjobergi är en insektsart som beskrevs av Bragg 200. Eurybistus mjobergi ingår i släktet Eurybistus och familjen Aschiphasmatidae. Inga underarter finns listade i Catalogue of Life.